# Cuando seas mía
Cuando seas míaé uma telenovela mexicana produzida por Rafael Gutiérrez e Fides Velascopela para a Azteca e exibida entre 23 de abril de 2001 e 12 de abril de 2002.
Baseada na obra colombiana Café, con aroma de mujer, produzida em 1994.
Foi protagonizada por Silvia Navarro e Sergio Basañez e antagonizada por Martha Cristiana, Rodrigo Abed, Anette Michel e Margarita Gralia.

## Elenco
- Silvia Navarro - Teresa Suárez "Paloma" / Elena Olivares / Margot.
- Sergio Basañez - Diego Sánchez Serrano.
- Martha Cristiana - Berenice Sandoval Portocarrero de Sánchez Serrano.
- Rodrigo Abed - Fabián Sánchez Serrano Vallejo.
- Anette Michel - Bárbara Castrejón de Sánchez Serrano.
- Laura Padilla - Soledad Suárez "Chole".
- Ana Serradilla - Daniela Sánchez Serrano.
- Iliana Fox - Diana Sánchez Serrano.
- Evangelina Elizondo - Doña Inés Ugarte Vda. de Sánchez Serrano.
- Sergio Bustamante - Juan Francisco Sánchez Serrano Ugarte.
- Margarita Gralia - Ángela Vallejo de Sánchez Serrano.
- Juan Pablo Medina - Bernardo Sánchez Serrano Vallejo.
- Adrián Makala - Harold McKlane .
- Alejandro Lukini - Jeremy MacGregor.
- Gloria Peralta - Marcia Fontalvo.
- Fernando Sarfatti - Giancarlo Mondriani.
- Sebastian Ligarde - Miguel Tejeiros y Caballero.
- Enrique Becker - Lic. Jorge Latorre.
- Rodrigo Cachero - Mariano Sáenz.
- Homero Wimmer - Dr. Avellaneda.
- José Carlos Rodríguez - Carlos Fontalvo.
- Adriana Parra - Ximena de Fontalvo.
- Ramiro Huerta - Aurelio.
- Daniela Schmidt - Antonia.
- Claudine Sosa - Josefina.
- Leonardo Daniel - Joaquín Sánchez Serrano Ugarte.
- Tania Arredondo - Leonor.
- Carolina Carvajal - Matilde.
- Gabriela Andrade - Margarita.
- Carmen Delgado - Constanza Portocarrero de Sandoval.
- Alejandro Ciangherotti - Ricardo Sandoval.